# Bergumerdam

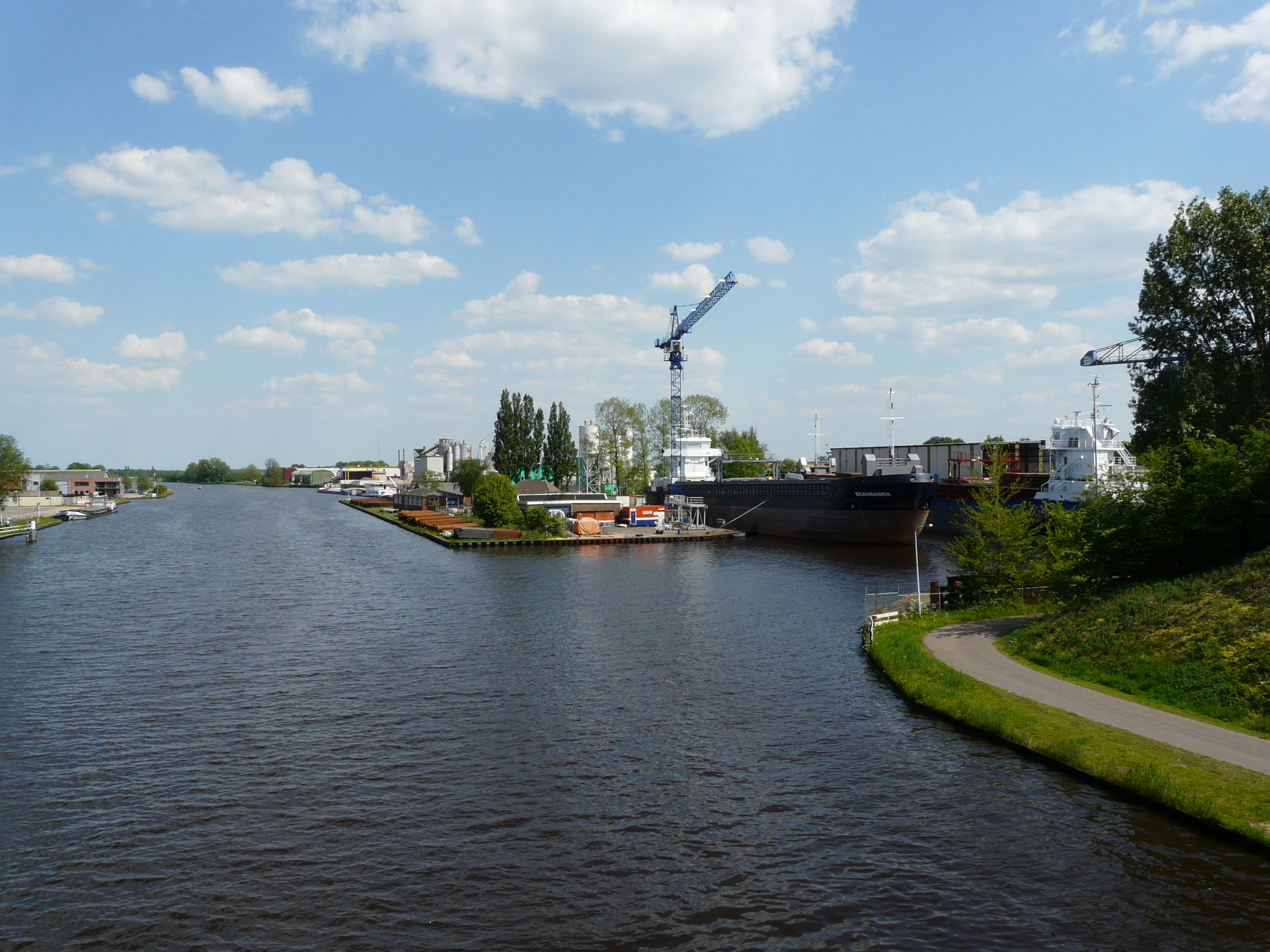
Het Prinses Margrietkanaal bij Bergum

De Bergumerdam (Fries: Burgumerdaam, [börgəmər’da:m]) was een korte dijk tussen de hoge grond bij Bergum en bij Suameer die bij zuidwestelijke storm het lage land om het Bergumermeer beschermde.
De tijd van aanleg is niet bekend. Na 1600 had de dam geen belang als waterkering meer. De dam werd in de 20e eeuw vervangen door een brug. Bij die brug stond de herberg De Drie Gekroonde Baarzen. Bij die herberg kwamen vooral mensen vanuit de haven en vissers.
Vanaf 19 september 1881 tot 5 oktober 1947 stopten er trams bij de Bergumerdam van de tramlijn Veenwouden-Drachten. De brug van vandaag over het Prinses Margrietkanaal ligt een stuk westelijker vergeleken met die van toen.